# César Almeida
César Augusto Oliveira de Almeida, né le 6 janvier 1989 à São Paulo, est un joueur brésilien de handball évoluant au poste de gardien de but avec le Balonmano Huesca depuis 2021. Il est également international brésilien.

## Biographie
En 2019, il rejoint le Fenix Toulouse Handball puis dans anx plus tard le Balonmano Huesca|
En 2022, à peine arrivé au Nancy Handball, se blesse gravement au genou et ne rejoue finalement pas de la saison.
En 2024, il retourne en Espagne à Santander au BM Sinfín, fraîchement relégué en deuxième division.

## Palmarès

### En clubs
- Vainqueur du Championnat panaméricain des clubs (1) : 2011
- Vainqueur du Championnat du Brésil (5) : 2007, 2009, 2010, 2011 et 2012

### En équipe nationale
Jeux olympiques
- 7e place aux Jeux olympiques 2016

Championnats du monde
- 21e place au Championnat du monde 2011
- 13e place au Championnat du monde 2013
- 16e place au Championnat du monde 2015
- 16e place au Championnat du monde 2017
- 9e place au Championnat du monde 2019

Championnats panaméricain
- Médaille d'argent au Championnat panaméricain 2014
- Vainqueur du Championnat panaméricain 2016
- Médaille d'argent au Championnat panaméricain 2018

Jeux panaméricains
- Vainqueur aux Jeux panaméricains de 2015
- Médaille de bronze aux Jeux panaméricains de 2019